# Av. 68 - Calle 13 (estación)
La estación sencilla Calle 13 hará parte del sistema de transporte masivo de Bogotá, TransMilenio, inaugurado en el año 2000.

## Ubicación
La estación está ubicada específicamente sobre la Avenida Carrera 68 entre calle 13 y calle 17.
Atenderá la demanda de los barrios Centro Industrial, Granjas de Techo y sus alrededores. En las cercanías se encuentra el Centro Mundial de Avivamiento.

## Origen del nombre
La estación no cuenta aún con un nombre oficial, sin embargo, provisionalmente y durante la etapa de construcción se le asigna un nombre provisional relacionado con la nomenclatura de las vías más cercanas o que servirán de acceso a la misma. Previo a la puesta en funcionamiento de la troncal, se realizó un proceso de selección del nombre con la comunidad para generar apropiación del sistema.

## Historia
En noviembre de 2018 se anunció el convenio de financiación entre el Gobierno Nacional y el Distrito que asegura los recursos para la construcción de las troncales de la avenida Ciudad de Cali y la avenida Congreso Eucarístico. En octubre de 2019 se inició el proceso de licitación para diseñar y construir esta troncal, y finalmente, el 23 de enero de 2020 se adjudicó la construcción de esta troncal. El acta de inicio fue firmada a finales de junio del mismo año.

## Servicios de la estación

### Esquema
| ← Norte         |               |               |          |
| Calle 17        | sin servicios | sin servicios | Calle 13 |
| En construcción | Vagón 2       | Vagón 1       | Túnel    |
| Calle 17        | sin servicios | sin servicios | Calle 13 |
| Sur →           |               |               |          |

### Servicios urbanos
Así mismo funcionan las siguientes rutas urbanas del SITP en los costados externos a la estación, circulando por los carriles de tráfico mixto sobre la Avenida Carrera 68, con posibilidad de trasbordo usando la tarjeta TuLlave:
| Código | Sector  | Dirección     | Rutas                                           |
| ------ | ------- | ------------- | ----------------------------------------------- |
| 126A06 | K AC 17 | AK 68 - CL 13 | A503A606A610C137C155C705K627K721K724 661 E44    |
| 126B06 | K AC 17 | AK 68 - CL 13 | A611C122D630K317K812 367 634                    |
| 126C06 | K AC 17 | AK 68 - CL 13 | D607D800K302K527 576 C101                       |
| 126D06 | K AC 17 | AK 68 - CL 13 | C156D208 SE6 T40                                |
| 001A06 | K AC 13 | AK 68 - CL 13 | G137G503H610H627H705H721K326L155 661 C1 E44 T62 |
| 001A06 | K AC 13 | AK 68 - CL 13 | H317H606H611H630K122L800 634                    |
| 001A06 | K AC 13 | AK 68 - CL 13 | F404G208G527H607K916 576 C101                   |
| 001A06 | K AC 13 | AK 68 - CL 13 | F427G156 367 SE6 T40                            |

## Ubicación geográfica
| Noroeste: Fontibón   | Norte: Fontibón    | Nordeste: N Calle 19   |
| Oeste: Fontibón      |                    | Este: Puente Aranda    |
| Suroeste: N Calle 11 | Sur: Puente Aranda | Sureste: Puente Aranda |